# Irish Mathematical Society

Logo der IMS

Die Irish Mathematical Society (irisch: Cumann Matamaitice na hÉireann, kurz IMS bzw. CM) ist die Vereinigung der Mathematiker Irlands. Sie wurde am 14. April 1976 am Trinity College (Dublin) mit dem Ziel der Förderung der Mathematik und der mathematischen Forschung im Land gegründet.
Die Gesellschaft veröffentlicht das halbjährlich erscheinende Bulletin of the Irish Mathematical Society  und veranstaltet eine jährlich im September stattfindende Konferenz, auf der sowohl Themen aus der aktuellen Forschung als auch aus der Mathematikausbildung behandelt werden.